# Kenneth Darling

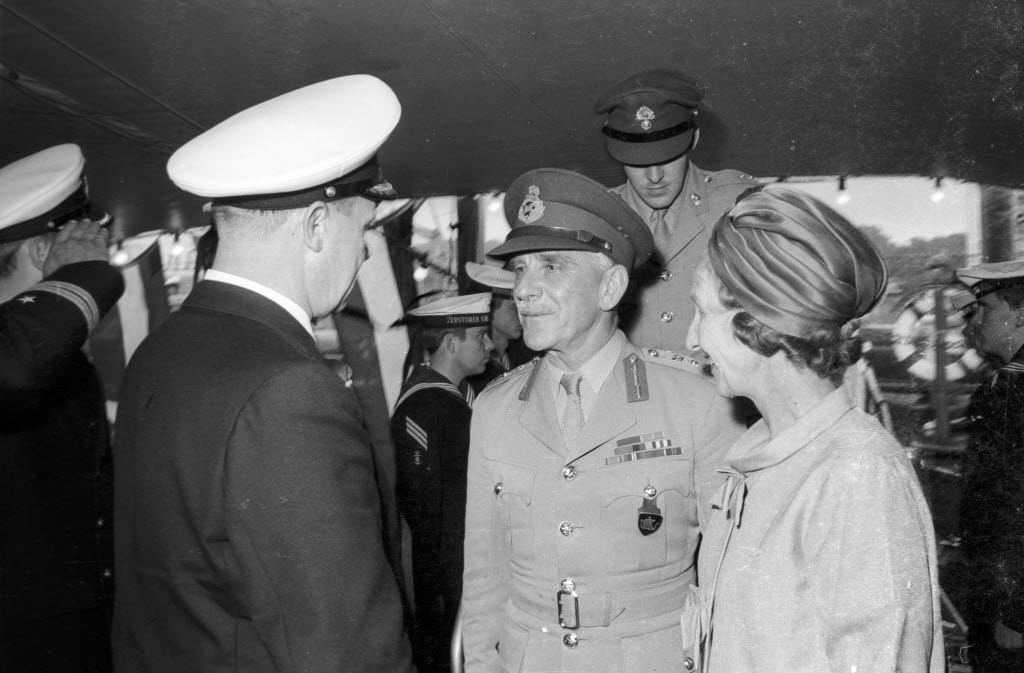
General Sir Kenneth Darling (Mitte) mit seiner Ehefrau bei einem Besuch der Kieler Woche mit dem Befehlshaber der Flotte der Bundesmarine, Vizeadmiral Karl Hetz (1968).

Sir Kenneth Thomas Darling, GBE, KCB, DSO (* 17. September 1909 in der Präsidentschaft Bengalen, Britisch-Indien; † 31. Oktober 1998 in Oxford, Oxfordshire) war ein britischer Offizier der British Army, der unter anderem zwischen 1962 und 1964 Kommandierender General des I. Korps (General Officer Commanding, I Corps) sowie von 1964 bis 1966 Oberkommandierender des Heereskommandos Süd (General Officer Commanding-in-Chief, Southern Command). Zuletzt war er von 1967 bis 1969 Oberkommandierender der Alliierten Streitkräfte der NATO in Nordeuropa (Commander-in-Chief, Allied Forces Northern Europe). Er war  darüber hinaus zwischen 1963 und 1968 Colonel des The Royal Fusiliers (City of London Regiment) sowie im Anschluss von 1968 bis 1974 Colonel des aus einem Zusammenschluss des The Royal Fusiliers (City of London Regiment), der Royal Northumberland Fusiliers, der Royal Warwickshire Fusiliers sowie der Lancashire Fusiliers hervorgegangenen Royal Regiment of Fusiliers. Daneben fungierte er von 1965 bis 1967 auch als Colonel des Parachute Regiment.

## Leben

### Offiziersausbildung und Zweiter Weltkrieg
Kenneth Thomas Darling war der älteste der drei Söhne von George Kenneth Darling (1879–1964), einem Beamter der Kolonialverwaltung in Britisch-Indien, und dessen erster Ehefrau Mabel Eleanor Burgess. Einer seiner jüngeren Brüder war der spätere Generalmajor Douglas Darling. Nach dem Besuch des renommierten Eton College begann er eine Offiziersausbildung am Royal Military College Sandhurst, wo er auf Grund seiner Initialen K. T. den Spitznamen „Katie“ trug. Nach Abschluss der Offiziersausbildung trat er am 29. August 1929 als Leutnant (Second Lieutenant) in das The Royal Fusiliers (City of London Regiment) ein. Er diente beim 2. Bataillon seines Regiments im Vereinigten Königreich, bevor er von 1930 bis 1938 acht Jahre lang beim 1. Bataillon in Britisch-Indien diente. Am 29. August 1932 wurde er zum Oberleutnant (Lieutenant) und am 1. August 1938 zum Hauptmann (Captain) befördert.
Kurz nach dem Ausbruch des Zweiten Weltkrieges im September 1939 kehrte Darling nach Großbritannien zurück, wo er von Januar bis April 1940 als Student das Staff College Camberley besuchte und nach seinem Abschluss zum Brigademajor der 1st London Brigade ernannt wurde, die zur 1st London Division gehörte. Er diente kurz als Generalstabsoffizier der 2. Klasse GSO2 (General Staff Officer Grade 2) im Kriegsministerium (War Office) und war von Januar bis Oktober 1941 Ausbilder an der Senior Officers’ School in Wiltshire, bevor er für acht Monate als Generalstabsoffizier der 2. Klasse GSO1 für militärische Ausbildung ins Kriegsministerium zurückkehrte. Im Juni 1942 wurde er Kommandant des 11. Bataillons der Royal Fusiliers und befehligte das zur Territorialarmee gehörende Bataillon als Teil der 140th (4th London) Brigade der 47th (London) Infantry Division. 1943 meldete er sich freiwillig, um sich dem wachsenden Fallschirmjägerregiment PARA (Parachute Regiment) der Luftlandetruppen anzuschließen. Er wurde Kommandeur des 1. Bataillons des Fallschirmregiments, das kurz zuvor von Feldzügen in Nordafrika, Sizilien und Italien zurückgekehrt war. Ihre Veteranen neigten dazu, sich einem Neuankömmling, der noch nie irgendwelche Aktionen gesehen hatte, als überlegen einzustufen. Darling wies sie schonungslos auf ihre Fehler hin. Er hatte recht damit, versäumte es aber, ihre Stärken zu motivieren und zu nutzen. Dies führte dazu, dass er von seinem Posten als Kommandeur entbunden wurde und stattdessen zunächst stellvertretender Kommandeur des 12. Bataillons (12th (Yorkshire) Parachute Battalion) des Parachute Regiment. Darling verdiente sich bald den Respekt dieser Einheit für seine Fähigkeiten im Training und begleitete sein Bataillon im Juni 1944 beim Luftangriff auf die Normandie im Rahmen der Operation Overlord. Nachdem der  Kommandeur getötet und Darling selbst verwundet wurde, übernahm er nach seiner Genesung im Dezember 1944 selbst den Posten als Kommandeur des 12. Bataillons. Daraufhin nahm er mit seiner Einheit an der Ardennenoffensive (16. Dezember 1944 bis 21. Januar 1945), die mit einem strategischen und operativen Sieg der Alliierten endete. Für diese und weitere Einsätze in Nordwesteuropa wurde er als Oberstleutnant (Lieutenant Colonel) mit dem Distinguished Service Order (DSO) ausgezeichnet.

### Nachkriegszeit

#### Sueskrise und Zypernkonflikt
Nach Kriegsende wurde Kenneth Darling 1946 Nachfolger von Brigadegeneral Nigel Poett als Kommandeur der 5. Fallschirmjägerbrigade (5th Parachute Brigade) in Java, die aber kurz darauf aufgelöst wurde. Nach verschiedenen darauf folgenden Verwendungen wurde er als Brigadegeneral (Brigadier) im Dezember 1950 Kommandeur der in Ägypten stationierten 16. Fallschirmjägerbrigade (16th Parachute Brigade) und verblieb auf diesem Posten bis Dezember 1952. Nachdem er zwischen Januar 1954 und Juli 1955 Assistierender Chef des Stabes und Quartiermeister (Brigadier A/Q) des I. Korps (I Corps) war, fungierte er während der Sueskrise von Juli 1955 bis August 1956 als Chef des Stabes (Chief of Staff) des I. Korps. Daraufhin war er zwischen April 1957 und September 1958 stellvertretender Direktor für Stabsdienstangelegenheiten (Deputy Director of Army Staff Duties) im Kriegsministerium.
Im Oktober 1958 wurde Darling als Generalmajor (Major-General) Kommandeur der Streitkräfte in Zypern (General Officer Commanding, Cyprus) und hatte diese Funktion bis August 1960 inne. Als solcher war er während der Amtszeit des Gouverneurs von Zypern Sir Hugh Foot, dem Militärischer Vertreter und Direktor der militärischen Operationen im Zypernkonflikt. Unter seinem Kommando standen 40.000 Soldaten, die eingesetzt wurden, um die Nationale Organisation zypriotischer Kämpfer EOKA (Εθνική Οργάνωσις Κυπρίων Αγωνιστών) zu besiegen, die versucht, die Macht auf der Insel durch Terrorismus zu erlangen. Da er diese militärische Übermacht für zu übertrieben hielt, wurde eine Brigade nach Hause geschickt. Innerhalb von drei Monaten nach seiner Ankunft überzeugte seine Strategie – und dynamische Taktik –, so dass die EOKA einen Waffenstillstand zu Weihnachten akzeptierte. Nach und nach wurde die EOKA-Führung unter Druck gesetzt, bis sie Anfang 1959 die Bedingungen einer von der britischen Regierung angebotenen politischen Einigung akzeptierte. Darlings Beitrag war herausragend zur Niederschlagung des Terrorismus in Zypern.

#### Aufstieg zum General

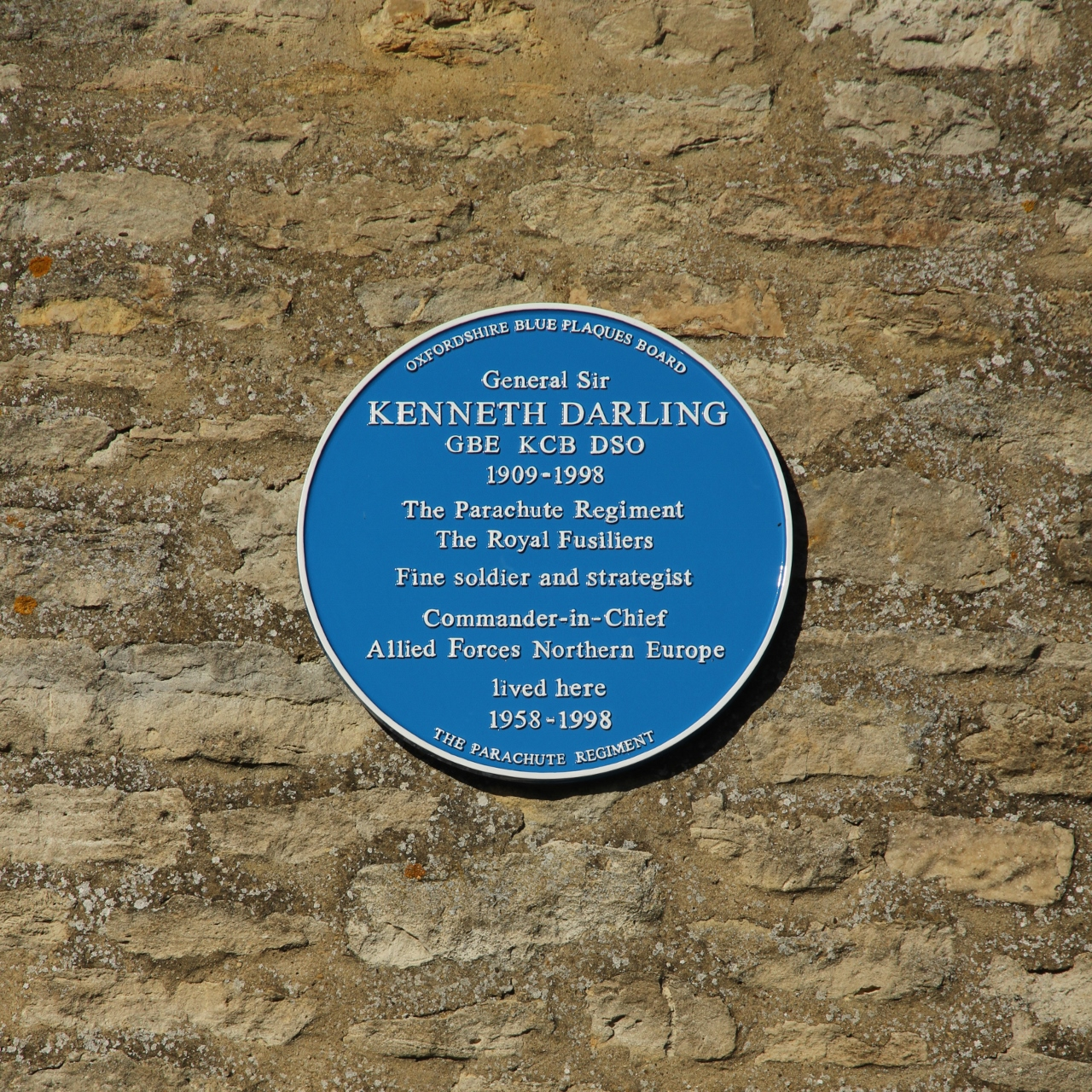
Oxfordshire Blue Plaque am ehemaligen Wohnhaus von Sir Kenneth Darling in Chesterton, Oxfordshire.

Nach der Unabhängigkeit der Republik Zypern vom Vereinigten Königreich am 16. August 1960 kehrte Generalmajor Darling nach Großbritannien zurück und war daraufhin bis Februar 1962 Direktor für Infanterie (Director of Infantry) im Kriegsministerium. Im März 1962 wurde er Generalleutnant (Lieutenant-General) und übernahm als Nachfolger von Generalleutnant Sir Charles Phibbs Jones den Posten als Kommandierender General des in Deutschland stationierten I. Korps (General Officer Commanding, I Corps). Diesen hatte er bis Dezember 1963 inne und wurde danach von Generalleutnant Sir Richard Elton Goodwin abgelöst. Während dieser Zeit wurde er am 8. Juni 1963 zum Knight Commander des militärischen Zweiges des Order of the Bath (KCB (Mil)) geschlagen und führte seither den Namenszusatz „Sir“.
Im Anschluss wurde Generalleutnant Sir Kenneth Darling im Januar 1964 Nachfolger von Generalleutnant Sir Robert Bray als Oberkommandierender des Heereskommandos Süd (General Officer Commanding-in-Chief, Southern Command) und hatte dieses Amt bis Oktober 1966 inne, woraufhin Generalleutnant Sir Geoffrey Harding Baker ihn ablöste. Zuletzt wurde er zum General befördert und löste im Februar 1967 wiederum General Sir Robert Bray als Oberkommandierender der Alliierten Streitkräfte der NATO in Nordeuropa (Commander-in-Chief, Allied Forces Northern Europe) ab. In dieser Verwendung verblieb er bis August 1969 und wurde im Anschluss von General Sir Walter Walker abgelöst. Er war zwischen Februar 1967 und August 1969 zugleich Adjutant (Aide-de-camp) von Königin Elisabeth II. und wurde am 1. Januar 1969 auch zum Knight Grand Cross des militärischen Zweiges des Order of the British Empire (GBE (Mil)) geschlagen. Er war darüber hinaus zwischen 1963 und 1968 Colonel des The Royal Fusiliers (City of London Regiment) sowie im Anschluss von 1968 bis 1974 Colonel des aus einem Zusammenschluss des The Royal Fusiliers (City of London Regiment), der Royal Northumberland Fusiliers, der Royal Warwickshire Fusiliers sowie der Lancashire Fusiliers hervorgegangenen Royal Regiment of Fusiliers. Daneben fungierte er von 1965 bis 1967 auch als Colonel des Parachute Regiment.
Seine am 1. März 1941 geschlossene Ehe mit Pamela Beatrice Rose Denison-Pender (1913–1990) blieb kinderlos. Nach seinem Eintritt in den Ruhestand 1968 zog Sir Kenneth Darling mit seiner Frau nach Chesterton in der Grafschaft Oxfordshire. Hier erkrankte sie und wurde bis zu ihrem Tod 1990 von ihrem Mann gepflegt. Er starb am 31. Oktober 1998 im John Radcliffe Hospital in Oxford und wurde am 9. November 1998 auf dem Friedhof von St. Mary’s in Chesterton beigesetzt.